# Mizil
Mizil – miasto w Rumunii, w okręgu Prahova. Liczy 19 tys. mieszkańców (2006).